# Scarlet (альбом Doja Cat)
Scarlet — четвертий студійний альбом американської реперки та співачки Doja Cat. Він вийшов 22 вересня 2023 року через Kemosabe та RCA Records. Розчарована у поп-музикою та незадоволена тим, що музичні критики ставлять під сумнів її статус реперки, Doja Cat відчула натхнення створити «Маскулинне» продовження свого третього студійного альбому Planet Her (2021). Це перший її проєкт після дебютного мініальбому який не мав жодних колаборацій, платівка символізує відхід від поп-орієнтованого звучання попереднього альбому, зосередженого переважно на жанрах хіп-хопу та R&B.
Перед Scarlet вийшло два сингли. Перший сингл « Paint the Town Red» мав величезний комерційний успіх і став першим сольним номером Doja Cat в американському чарті Billboard Hot 100, UK Singles Chart, Billboard Global 200 та кількох інших національних чартах в усьому світі. За ним слідував сингл «Agora Hills», який увійшов до першої двадцятки. Промо-сингли для альбому включають «Attention», «Demons» і «Balut».
Скарлет посіла четверте місце в американському Billboard 200, ставши третьою піснею Doja Cat у першій десятці чарту. На підтримку альбому в жовтні 2023 року вона вирушить у тур Scarlet Tour свій перший концертний тур в якості хедлайнера. Альбом отримав переважно позитивні відгуки від критиків, багато з яких високо оцінили його продюсування, лірику та багатогранність у порівнянні з її попередніми альбомами.

## Передумови створення

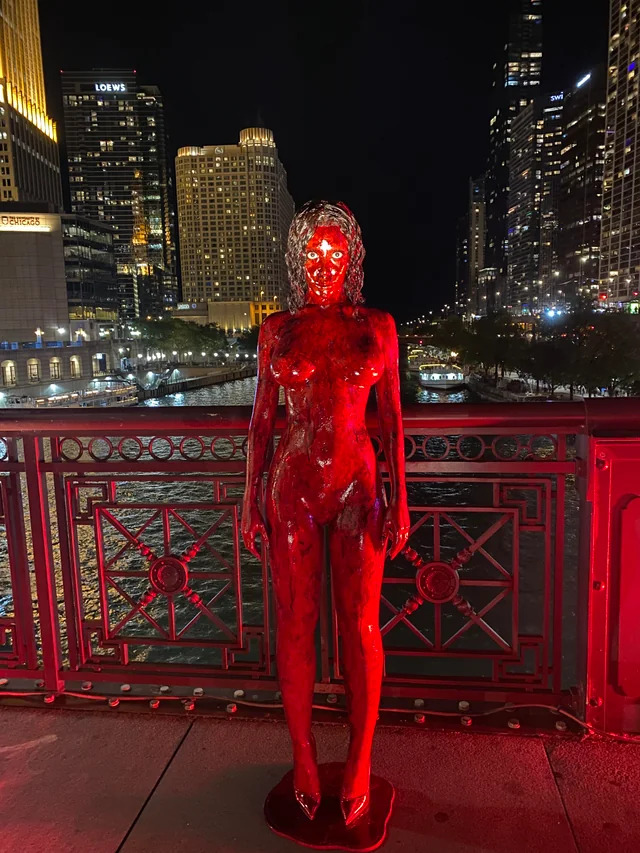
Doja Cat — Воскова фігура «Scarlet», Чикаго Воскова фігура альтер-его Doja Cat «Scarlet», встановлена у вересні 2023 року для просування її однойменного четвертого студійного альбому.

Doja Cat розпочала свою кар'єру як реперка, яка була тісно пов'язана з андеграундною сценою у своєму рідному місті Лос-Анджелесі. Вона стала відомою в серпні 2018 року як інтернет-мем після вірусного успіху її нової пісні «Mooo!». Вона продовжувала завойовувати увагу своїм другим студійним альбомом Hot Pink (2019), що поєднує поп-музику та R&B. Ремікс на її видатний сингл «Say So», за участі Нікі Мінаж, став першою піснею жіночого реп-дуету, яка посіла перше місце в американському чарті Billboard Hot 100. Третій студійний альбом Doja Cat, Planet Her (2021), продовжив суміш поп-R&B та мав комерційний успіх та схвальні відгуки критиків. Він став найпрослуховуванішим альбомом реперки на Spotify, а його головний сингл «Kiss Me More» за участю SZA здобув премію «Греммі» за найкращий поп-дует/груповий виступ.
Після номінації на премію BET як найкраща виконавиця в стилі хіп-хоп у травні 2021 року Doja Cat зазнала критики від користувачів соціальних мереж, які вважали, що вона «занадто попсова», щоб вважатися реперкою. Вона відповіла на критику в Twitter, написавши: «Ніколи, бляха, не зневажайте мене як реперку. Після останньої пісні, яку я випустила, ви будете поважати моє перо, і на цьому, бляха, все». Вона продовжила дебати під час інтерв'ю для журналу Rolling Stone у грудні, сказавши: «Будь-хто, хто каже, що я не реперка, неправий. Вони не знають, про що говорять». Через кілька днів після публікації статті Doja Cat розповіла в прямому ефірі в Instagram, що вона зацікавлена у створенні подвійного альбому: одна сторона буде присвячена її поп-реп звучанню, а інша сторона містить 12 хіп-хоп пісень, спродюсованим 9th Wonder і Jay Versace.
В інтерв'ю Elle у травні 2022 року Doja Cat відповіла на твердження, що вона не є репером у «традиційному розумінні» та заявила «Я читаю реп від самого початку, і я насправді раніше не могла співати так добре, зараз я стала набагато кращою. Я використовую свій голос як інструмент для створення цих світів, і це нормально, якщо люди думають, що я не вмію читати реп». Вона також підтвердила, що її майбутній четвертий студійний альбом міститиме «переважно реп». У квітні 2023 року вона подвоїла головний жанр альбому, заявивши, що «більше ніякої попси», і що вона згодна з «усіма, хто сказав, що більшість моїх реп-віршів є посередніми та банальними. Я знаю, що це так. Я не намагалася нічого довести, мені просто подобається створювати музику. Але я втомилася чути, що ви всі кажете, що я не можу, тому я це зроблю». Дожа Кет також засудила свої попередні два альбоми, назвавши їх «грошима» і «легкозасвоюваними поп-хітами». 26 квітня радіоведучий Ебро Дарден поділився, що мав можливість прослухати приблизно вісім пісень з альбому, коли роботи були на «ранній стадії», заявивши: «Я чув чисті реп-записи». Коли його запитали про потенційних продюсерів, він відповів: «Я навіть не думаю, що це продюсери, яких ми знаємо. Я думаю, у неї є своя партія продюсерів». У квітні 2023 року, під час складання трек-листа вона розкрила назви кількох треків, які згодом увійдуть до фінального варіанту. 27 серпня вона повідомила, що робота над альбомом завершена, а через три дні оголосила про його вихід.

## Трек-лист
Автор слів Amala Zandile Dlamini.. 
| Standard edition | Standard edition       | Standard edition                                                                                   | Standard edition                                     | Standard edition |
| #                | Назва                  | Автор                                                                                              | Продюсер(и)                                          | Тривалість       |
| ---------------- | ---------------------- | -------------------------------------------------------------------------------------------------- | ---------------------------------------------------- | ---------------- |
| 1.               | «Paint the Town Red»   | Dlamini Burt Bacharach Hal David Isaac Earl Bynumn Jean-Baptiste Kouame Karl Rubin Ryan Buendia    | Earl on the Beat Rubin Jean-Baptiste DJ Replay       | 3:50             |
| 2.               | «Demons»               | Dlamini David Lewis Doman Christina Doman                                                          | D.A. Got That Dope                                   | 3:15             |
| 3.               | «Wet Vagina»           | Dlamini Kurtis McKenzie Oliver Rodigan Jiseok Lee Sung Woo Lee                                     | McKenzie Cadenza Flip_00                             | 3:12             |
| 4.               | «Fuck the Girls (FTG)» | Dlamini McKenzie Mike Riley Elliot Dubock Amil Raja                                                | McKenzie Scribz Riley Beat Butcha                    | 2:32             |
| 5.               | «Ouchies»              | Dlamini London Holmes Devon Rhys Roberts Sean Momberger Philip Cornish Tommy Brown Luther Campbell | London on da Track Roberts Momberger                 | 2:02             |
| 6.               | «97»                   | Dlamini Sam Barsh Jahlil Gunter                                                                    | Barsh Jay Versace                                    | 2:57             |
| 7.               | «Gun»                  | Dlamini McKenzie Lee Stashenko Aubrey Robinson                                                     | McKenzie Fallen Boobie                               | 2:56             |
| 8.               | «Go Off»               | Dlamini McKenzie Stashenko                                                                         | McKenzie Fallen Rian Lewis [a]                       | 3:17             |
| 9.               | «Agora Hills»          | Dlamini Bynum Memishi Pepple Nick Kobe Kouame Brian Holland Michael Smith                          | Earl on the Beat GENT! [ 35 ] Jean-Baptiste Bangs    | 4:25             |
| 10.              | «Can't Wait»           | Dlamini Bynum Kouame Jasper Harris Presley Regier Aaron Shadrow Roy C. Hammond                     | Earl on the Beat Jean-Baptiste Harris Regier Shadrow | 3:55             |
| 11.              | «Often»                | Dlamini Gunter Ben Nartey Derex Williams                                                           | Jay Versace Nartey                                   | 3:18             |
| 12.              | «Love Life»            | Dlamini Gunter Nartey                                                                              | Jay Versace Nartey [a]                               | 3:56             |
| 13.              | «Skull and Bones»      | Dlamini Austin Owens Adrian Sealy Derek Kastal Justin Robbins Leonard LaTouche Marcus Rucker       | Ayo the Producer Kaeyos                              | 4:08             |
| 14.              | «Attention»            | Dlamini Ari David Starace Rogét Chahayed                                                           | Y2K Chahayed Mayer Hawthorne [a]                     | 4:35             |
| 15.              | «Balut»                | Dlamini Starace Chahayed McKenzie                                                                  | Yeti Beats Chahayed McKenzie                         | 3:27             |
| 51:45            |                        | |                                                      |                  |

| Digital deluxe edition | Digital deluxe edition | Digital deluxe edition                                                    | Digital deluxe edition              | Digital deluxe edition |
| #                      | Назва                  | Автор                                                                     | Продюсер(и)                         | Тривалість             |
| ---------------------- | ---------------------- | ------------------------------------------------------------------------- | ----------------------------------- | ---------------------- |
| 9.                     | «Shutcho»              | Dlamini Bynum Gentuar Memishi Bennett Pepple Eric Stewart Graham Gouldman | Earl on the Beat GENT! [ 35 ] Bangs | 3:07                   |
| 17.                    | «WYM Freestyle»        | Dlamini McKenzie Bradley Powell Sergio Romero                             | McKenzie Brad! Serg Dior            | 2:04                   |
| 56:56                  |                        |                                                                           |                                     |                        |

- [a] signifies additional producer

Приклади семплів
- «Paint the Town Red» містить фрагмент із «Walk On By», написаного Бертом Бакарахом і Хелом Девідом, у виконанні Діонн Ворвік.
- «Ouchies» містить фрагмент із «Come On», написаного Лютером Кемпбеллом, у виконанні Люка.
- «Agora Hills» містить фрагмент із «All I Do Is Think of You», написаного Браяном Холландом і Майклом Лавсмітом, у виконанні Трупа.
- «Shutcho» містить фрагмент із «I'm Not In Love», написаного Еріком Стюартом і Грехемом Гулдманом, у виконанні 10cc.
- «Can't Wait» містить семпл із «Imeach the President», написаний Роєм К. Хаммондом, у виконанні Honey Drippers.
- «Балут» містить зразок Ric Flair .

## Персонал
- Doja Cat — вокал, виконавчий продакшн
- Dale Becker — мастеринг (треки 1, 5, 15)
- Майк Бозі — мастеринг (2–4, 6–14, 16, 17)
- Serban Ghenea — зведення (1)
- Ніл Пог — зведення (2–4, 6–8, 10–14, 16, 17)
- Джессі Рей Ернстер — зведення (5)
- Rian Lewis — зведення (9), запис (усі треки)
- Джефф Елліс — мікшування (15)
- Брайс Бордоне — інженерія (1)
- Сем Барш — інженерія, клавішні (6)
- Джуліан Васкес — інженерія (16), запис (15, 16)
- Кеті Харві — інженерна допомога (1, 5)

## Історія випуску
| Регіон | Дата            | Формат(и)                                                 | Лейбл          | Прим.         |
| ------ | --------------- | --------------------------------------------------------- | -------------- | ------------- |
| Різні  | 22 вересня 2023 | Колекційна коробка — CD — цифрове завантаження — стрімінг | Kemosabe • RCA | [ 37 ] [ 38 ] |